# Aerobryum
Aerobryum là một chi rêu trong họ Meteoriaceae.